# Nahata Dziil
Nahata Dziil, néha Nahatadzill néven is írják, város az USA Arizona államában, Apache megyében. 
Székhelye az arizonai Sanders mellett található, és 352 000 hektárnyi (550 négyzetkilométer) területet felügyel. Egyike a Fort Defiance Agency-t alkotó chaptereknek, amely egyike a Navajo Nationt alkotó öt nemzetnek. A 2010-es népszámláláskor a Chapter teljes lakossága 1731 fő volt, ebből 1572 navahó. 1991-ben a Navajo Nation 110. és egyben utolsó chaptere lett.